# فوينتيس (قونكة)
بلدية فوينتيس (بالإسبانية: Fuentes)‏، هي إحدى بلديات مقاطعة قونكة إحدى مقاطعات إسبانيا، و التي تقع في منطقة قشتالة لا منتشا وسط البلاد, و المائلة لجهة الشرق من إسبانيا.
يبلغ عدد سكانها 505 نسمة وفقاً لإحصائية سنة (2007).